# Pédopiégeage

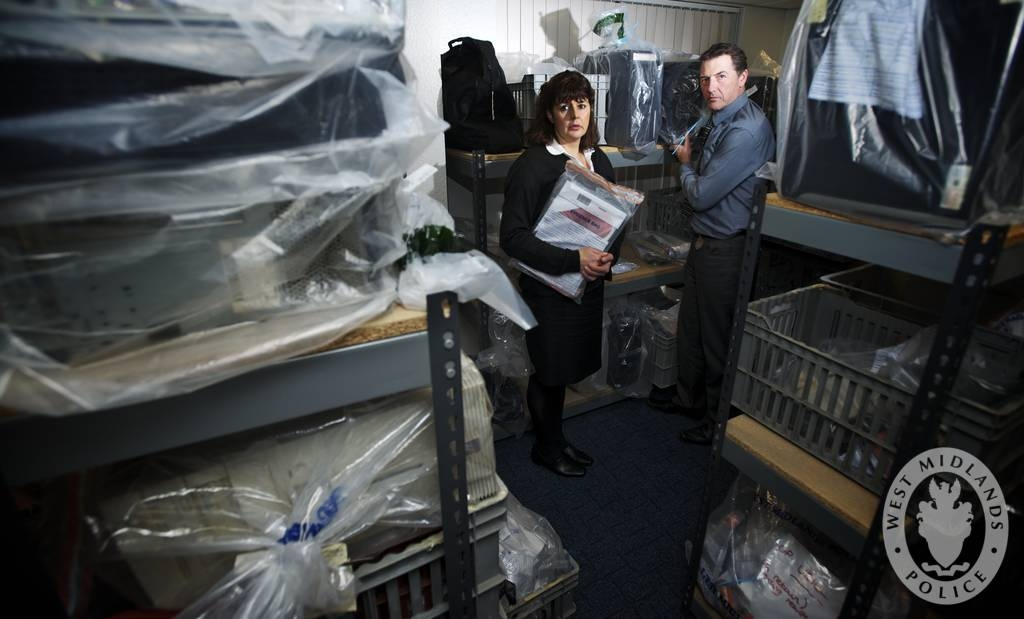
Cette image montre l'inspecteur-détective Kay Wallace entourée d'ordinateurs, de téléphones portables et de dispositifs de stockage numériques saisis au domicile de pédophiles présumés. Kay dirige le COST (Child Online Safeguarding Team) de la police des West Midlands — une division spécialisée destinée à la protection des enfants contre les prédateurs en ligne.

La sollicitation d’enfants à des fins sexuelles, ou pédopiégeage (communément appelé par le terme anglais grooming), est « une pratique où un adulte se « lie d’amitié » avec un enfant (de manière générale en ligne, mais le pédopiégeage hors ligne existe également) dans le but de commettre des abus sexuels à son encontre ». L'adulte cherche à se rapprocher d'un enfant et à instaurer avec lui une relation affective, voire parfois aussi avec sa famille, pour lever les inhibitions de la victime dans l'intention de perpétrer des abus sexuels,.
La sollicitation d'enfants est une méthode courante pour attirer des mineurs dans des transactions illégales, comme la traite, la prostitution, la traite sexuelle par Internet ou la production de matériel pédopornographique.
Cette infraction fait l'objet de poursuites judiciaires par divers instruments depuis la Convention internationale pour la répression de la traite des femmes et des enfants, adoptée en 1921 en tant que traité multilatéral par la Société des Nations pour remédier au problème de la traite internationale des femmes et des enfants.

## Dangers
La sollicitation d'enfants à des fins sexuelles — en anglais : child grooming — est une tactique courante pour attirer des mineurs dans des transactions illégales, comme le travail, la prostitution, la traite sexuelle par Internet ou la production de matériel pédopornographique,,.

## Définitions
Le pédopiégeage désigne les « agissements d’un individu qui circonvient un enfant à des fins sexuelles, notamment par voie électronique ».
Les auteurs des sollicitations, pour entrer dans les bonnes grâces de l'enfant et de sa famille, peuvent recourir à plusieurs stratégies, comme feindre de se lier d'amitié avec l'enfant ou ses parents pour gagner leur confiance, dans l'intention de pouvoir plus facilement approcher l'enfant,,. Quand un prédateur bâtit une relation de confiance avec la famille, celle-ci est moins encline à croire d'éventuelles accusations. Les auteurs de sollicitations peuvent guetter l'occasion de rester seuls avec l'enfant, par exemple en se proposant comme babysitter, ou bien inviter l'enfant à passer la nuit chez eux, afin de susciter l'occasion de partager un même lit. Ils peuvent aussi offrir des cadeaux ou de l'argent à l'enfant en échange d'un contact sexuel, ou même sans raison apparente,. Il est courant que les prédateurs montrent des contenus pornographiques à l'enfant, ou abordent avec lui des thèmes sexuels, dans l'objectif que la victime trouve ce comportement plus acceptable — procédé appelé la normalisation,,. Le manipulateur peut aussi s'adonner à des câlins, des bisous et d'autres contacts physiques, même lorsque l'enfant ne le souhaite pas,.
Les auteurs soupçonnés de sollicitation recourent à une défense fondée sur la notion de « fantasme » (en), en affirmant qu'ils ne font qu'exprimer des fantasmes et n'ont aucune intention de passer à l'acte ; cette défense est invoquée, par exemple, dans des communications en ligne tendancieuses. Aux États-Unis, la jurisprudence reconnaît la distinction entre fantasme et réalité ; certaines personnes accusées de pédopiégeage ont utilisé cet argument, avec succès.

## Par Internet
La sollicitation d’enfants à des fins sexuelles se produit aussi par Internet. Certains criminels (qui parfois se présentent comme des enfants) discutent en ligne avec des enfants pour organiser une rencontre physique. Cette variante de sollicitation est surtout courante dans la tranche d'âge de 13 à 17 ans (99 % des crimes recensés), et en particulier entre 13 et 14 ans (48 %). La plupart des cibles sont des jeunes filles et la majorité des infractions ont lieu par téléphone mobile. Les enfants et les adolescents qui présentent des troubles du comportement, par exemple celui de réclamer beaucoup d'attention, sont bien plus vulnérables que les autres. Dans certaines organisations de vigilantisme informatique, des membres se présentent comme des adolescents mineurs pour identifier les prédateurs potentiels et communiquer leurs renseignements aux autorités. Le programme d'information Dateline NBC a montré des passages de To Catch a Predator en se fondant sur cette forme de militantisme. Des groupes du même type sont Perverted-Justice, Dark Justice et Creep Catchers.
Les pédophiles et les prédateurs passent par Internet pour leurs sollicitations afin de commettre des crimes de traite sexuelle par Internet,,,. Une fois que le pédophile a gagné la confiance d'un cybertrafiquant sexuel local — en général, un parent ou un voisin de la victime —, il s'adonne à l'exploitation sexuelle par internet.
Facebook a fait l'objet d'une controverse concernant ses précautions — suffisantes ou non — contre la sollicitation d’enfants à des fins sexuelles. Jim Gamble (en), directeur du Child Exploitation and Online Protection Centre (CEOP) au Royaume-Uni, a déclaré en 2010 que ses services ont reçu 292 signalements sur des usagers de Facebook en 2009, mais qu'aucun de ces signalements n'a directement émané de Facebook. Un porte-parole de Facebook a répondu à ces signalements en se présentant physiquement au CEOP pour discuter la question, en disant que son entreprise en ligne prend les questions de sécurité « très au sérieux ». En 2003, MSN instaure des restrictions dans les salons de discussion afin de contribuer à la protection des enfants face à des adultes qui chercheraient à engager une discussion sexuelle. En 2005, le bureau du procureur général de l'État de New York lance une enquête sur les salons de discussion sur Yahoo! car des utilisateurs ont créé des salons avec des noms soupçonnés de servir à des sollicitations ; en octobre, Yahoo! accepte d'instaurer des règles et des procédures afin de s'assurer qu'il ne sera plus permis de créer des salons de ce type. Certains programmes informatiques sont développés pour analyser les salons de discussion et d'autres interfaces de messagerie instantanée afin d'y détecter des activités suspectes. Comme la lutte contre le pédopiégeage ne peut uniquement incomber aux sites web, car il faut aussi s'assurer du point d'entrée, les parents sont avisés de vérifier que leur enfant évolue dans un environnement sain sur Internet afin de réduire les risques de rencontrer des cyberprédateurs.
Aux États-Unis, une loi sur la vie privée en ligne, le Children's Online Privacy Protection Act, a été interprétée, à tort, comme un instrument légal pour prévenir la sollicitation d’enfants à des fins sexuelles et protéger les enfants contre les pédocriminels.

## Législations
En Europe, selon le Groupe de Travail Interinstitutionnel sur l’exploitation sexuelle des enfants, la « Directive 2011/93/UE est la seule à prendre en considération la sollicitation hors ligne (off-line grooming), et demande aux États d’incriminer aussi de telles pratiques ». La Directive de l'UE exige la réalisation d'actes matériels, ou des démarches en vue d'une rencontre physique, mais « elle rend également punissable en soi l’acte de sollicitation d’un enfant dans le but qu’il fournisse des images sexualisées le représentant ». Or, compte tenu de l'évolution dans la cybercriminalité, une loi qui exige des éléments concrets relatifs une rencontre physique pose un problème pour poursuivre les auteurs des infractions.